# Sahafi FC
El Sahafi FC es un equipo de fútbol de Somalia que juega en la Segunda División de Somalia, la segunda liga de fútbol más importante del país.

## Historia
Fue fundado en la ciudad de Daallo con el nombre SITT Daallo y nunca han sido campeones de la Primera División de Somalia, aunque sí han ganado el título de copa en 1 ocasión en el año 2007 venciendo en la final al Dakadaha FC 1-0.
En el año 2012 cambiaron su nombre por el que tienen actualmente, aunque ese mismo año descendieron de la máxima categoría y a nivel internacional han participado en la Liga de Campeones Árabe en 2 ocasiones, en las cuales nunca han podido superar la ronda preliminar.

## Palmarés
- Copa de Somalia: 1

2007

## Participación en competiciones de la UAFA
- Copa de Clubes de la UAFA: 1 aparición

2012/13 - Ronda Preliminar